# Sirex noctilio
Sirex noctilio is een wesp uit de familie houtwespen (Siricidae). De soort is inheems Europa, Azië en het noorden van Afrika, maar wordt tegenwoordig ook in Noord-Amerika, Zuid-Amerika, Australië en het zuiden van Afrika aangetroffen. Ze worden gemiddeld 9 tot 36 mm in lengte.